# Coari
Coari est une ville brésilienne du Centre de l'État de l'Amazonas.

## Géographie
Coari se situe sur les rives de l'Amazone.
Sa population était de 61 069 habitants au recensement de 2007. La municipalité s'étend sur 57 922 km2.

## Économie
Coari possède un aéroport (code AITA : CIZ).